# Pierre Roux-Fazillac
Pierre Roux-Fazillac, né le 17 juillet 1746 à Excideuil (comté du Périgord, actuel département de la Dordogne), mort le 21 février 1833 à Nanterre (département de Seine-et-Oise, actuel département  des Hauts-de-Seine), est un général et un homme politique de la Révolution française et de l'Empire. 

## Biographie
Pierre Roux est le fils d'Antoine Roux, sieur de Fazillac, avocat en Parlement, et de Marguerite Pichon.  
Engagé dans l'armée, il sert dans la compagnie écossaise des gardes du corps du roi, à Versailles, de janvier 1767 à mai 1777, date à laquelle il devient capitaine de cavalerie. Attaché en mai 1778 au corps des dragons, il sert de 1778 à 1782 comme aide de camp du duc d'Ayen, qu'il accompagne dans ses voyages militaires en Flandre et dans les Alpes, ainsi que dans ses inspections. En décembre 1782, il devient premier aide de camp de La Fayette dans la seconde campagne de la guerre d'indépendance américaine. 
Chevalier de Saint-Louis, lieutenant-colonel en 1791, colonel du 4e régiment de cavalerie le 13 avril 1792, et général de brigade le 8 mars 1793, il adhère avec ardeur à la Révolution française, ce qui lui vaut d'être élu administrateur du département de la Dordogne en 1790. 

### Mandat à la Législative
La France devient une monarchie constitutionnelle en application de la constitution du 3 septembre 1791. Le même mois, Pierre Roux-Fazillac est élu député du département de la Dordogne, le cinquième sur dix, à l'Assemblée nationale législative.
Il siège sur les bancs de la gauche. En février 1792, il vote en faveur de la mise en accusation de Bertrand de Molleville, le ministre de la Marine. En avril, il vote pour que les soldats du régiment de Châteauvieux, qui s'étaient mutinés lors de l'affaire de Nancy, soient admis aux honneurs de la séance.
La monarchie prend fin à l'issue de la journée du 10 août 1792 : les insurgés des faubourgs de Paris et les bataillons de fédérés bretons et marseillais prennent le palais des Tuileries. Louis XVI est destitué et incarcéré avec sa famille à la tour du Temple.

### Mandat à la Convention
En septembre 1792, Pierre Roux-Fazillac est réélu député de la Dordogne, le quatrième sur dix, à la Convention nationale. 
Il siège sur les bancs de la Montagne. Lors du procès de Louis XVI, il vote la mort et rejette l'appel au peuple et le sursis à l'exécution. En avril 1793, il ne participe donc pas au scrutin sur la mise en accusation de Jean-Paul Marat. En mai, il vote contre le rétablissement de la Commission des Douze. 
Pierre Roux-Fazillac est envoyé en mission à plusieurs reprises durant son mandat. 
En avril 1793, il est envoyé en mission auprès de l'armée du Nord. Il écrit de Péronne pour être rappelé pour maladie. En juillet, appuyé par son collègue montagnard Joseph Laignelot, il demande que les députés Jean-Baptiste Mathieu-Mirampal et Jean-Baptiste Treilhard, en mission dans la Gironde et dans le Lot-et-Garonne et à qui il reproche d'être modérés, soient rappelés à la Convention. En août, il est envoyé dans les départements de la Charente et de la Dordogne afin d’accélérer la levée en masse. À Périgueux, il fait arrêter et exécuter Xavier d'Yzarn de Valady, député girondin de l'Aveyron en fuite et décrété hors-la-loi. 
En frimaire an II (décembre 1793), il est envoyé dans les départements de la Corrèze et du Puy-de-Dôme afin d'y organiser le gouvernement révolutionnaire. Il est chargé de visiter la manufacture d'armes de Tulle en nivôse an II (janvier 1794), puis celle de Périgueux en pluviôse (en février). En thermidor (fin juillet 1794), Pierre Roux-Fazillac est rappelé au sein de la Convention. Apprenant la chute de Robespierre, il écrit au Comité de Salut public qu'il décide de « faire mettre les scellés chez tous les citoyens qui auraient été en correspondance suivie avec Couthon ».

### Du Directoire à la monarchie de Juillet
Après la séparation de la Convention, il redevient administrateur du département de la Dordogne. Le 22 ventôse an VI (12 mars 1798), alors qu'il exerce également, par intérim, les fonctions de commissaire du Directoire exécutif, il est destitué par arrêté du Directoire, qui, à l'approche des élections de l'an VI, veut empêcher son entrée au Corps législatif — le même arrêté ordonne la fermeture du Cercle constitutionnel de Périgueux. En juillet 1799, il est nommé par son ami Quinette chef de la première division au ministère de l'Intérieur, qu'il quitte avec lui après le coup d'État du 18 brumaire. 
Retiré de la vie politique sous l'Empire, il s'installe à Excideuil, sans emploi, publiant, en 1801, des Recherches historiques et critiques sur l'Homme au masque de fer et, en 1802, la troisième édition des Lettres sur les animaux de Charles Georges Leroy. Pendant les Cent-Jours, il encense Napoléon à son retour.
Atteint par la loi du 12 janvier 1816 contre les régicides, il part en février pour Lausanne, où s'installent d'autres anciens conventionnels (Deydier, Ferroux, Laurence, Montégut, Pellissier, Pinet, Pottier, Reverchon et Souhait),et ne rentre en France qu'après la révolution de Juillet. Il s'installe alors à Nanterre, où il meurt, célibataire, en 1833, à l'âge de 86 ans, et c'est une nièce, installée à Excideuil, qui hérite de ses biens.

## Œuvres
- L'Art de la guerre changé par l'usage des machines aérostatiques, 1784
- Histoire de la guerre d'Allemagne en 1756, entre le roi de Prusse et l'impératrice d'Allemagne et ses alliés. Ouvrage traduit de l'anglois, auquel on a ajouté la campagne de 1744, écrite par le roi de Prusse lui-même, Lausanne, 1784; réédition Histoire de la guerre d'Allemagne pendant les années 1756 et suivantes, entre le roi de Prusse et l'impératrice d'Allemagne et ses alliés ; traduite en partie de l'anglais de Lloyd, et en partie rédigée sur la correspondance originale de plusieurs officiers français et principalement sur celle de M. de Montazet, Paris, Magimel, 1803, 2 vol. (en partie traduit des Mémoires militaires inachevés du général-major anglais Henry Lloyd, en partie composé sur la correspondance des officiers français ayant participé à la guerre). Lire en ligne.
- Recherches historiques et critiques sur l'Homme au masque de fer, d'où résultent des notions certaines sur ce prisonnier. Ouvrage rédigé sur des matériaux authentiques, Paris, Imprimerie de Valade, an IX (présente une vision opposée à celle de Voltaire, affirmant qu'il s'agissait en fait d'un secrétaire du duc de Mantoue, Ercole Mattioli).

## Sources partielles
- Adolphe Robert, Gaston Cougny, Dictionnaire des parlementaires français de 1789 à 1889, Paris, Edgar Bourloton, 1889-1891, tome 5 (de Roussin à Royer), p. 214-215.
- Antoine Jay, Étienne de Jouy, Antoine-Vincent Arnault, Biographie nouvelle des contemporains, ou dictionnaire historique et raisonné de tous les hommes qui, depuis la Révolution française, ont acquis de la célébrité par leurs actions, leurs écrits, leurs erreurs ou leurs crimes, soit en France, soit dans les pays étrangers, Librairie historique, vol. 18, 1825, p. 269.